# 丹妮爾·加利根
丹妮爾·加利根（英語：Danielle Galligan，1992年12月1日—），是一位愛爾蘭女演員和戲劇製作人，因在奇幻小說改編劇集《太陽召喚》中飾演破心者妮娜·贊尼克一角而知名，並在2022年憑主演電影《湖區》獲得愛爾蘭電影電視獎最佳女主角提名。

## 早年
加利根在都柏林南部的拉斯法納姆出生。她的母親洛林（Lorraine）是一名美容治療師，並經營一家名為「加利根美容」（Galligan Beauty）的美容院兼美容學校。她在當地的洛雷托高中博福特分校就讀，曾打算成為醫生和飛機師，但在一次跟隨祖母觀看舞台劇後萌生了成為演員的想法。加利根在2005至2011年間加入了安·卡瓦納青年劇團（Ann Kavanagh's Young People's Theatre），並獲得埃納·伯克助學金（Ena Burke bursary）於貝蒂安諾頓戲劇學校學習演戲。加利根隨後在都柏林三一學院攻讀戲劇研究學士，畢業後又入讀愛爾蘭國家戲劇藝術學院攻讀表演學，於2015年畢業並取得學士學位。

## 表演生涯

### 舞台劇
加利根從國家戲劇藝術學院畢業後開始參演舞台劇，首部出演的作品為粗糙魔法劇團製作的《火車》（The Train）。2017年，她又參演了獨立製作的《全蜜》（All Honey）和主演《格林童話中的灰姑娘》。
2018年，加利根在湯姆·莫蘭創作的舞台劇《歌詞》（Lyrics）中飾演主要反派，又在新劇院的《我們不能讓猴子在屋子裡》（We Can't Have Monkeys in the House）中飾演主要角色辛納蒙（Cinnamon），並在翌年的青年策展人節上再度出演該角。同年12月，她在加文·科斯蒂克創作的音樂劇《12首聖誕詩》（12 Christmas Poems）中飾演一名歌者。

#### 劇本創作
加利根於2015年開始投入劇本創作。她先在FUEL劇院出任駐院劇作家，後又與菲奧努拉·吉蓋克斯（Fionnuala Gygax）和愛麗絲·利維（Ailish Leavy）一同創作在德魯伊劇院公演的《旅舍16號》（Hostel 16）。2018年，加利根與吉蓋克斯、維尼夏·鮑伊（Venetia Bowe）和瑞秋·伯金（Rachel Bergin）一同成立了一家名為「混亂工坊」（Chaos Factory）的實驗劇團。劇團的首部作品為《吻、吻、摑》（Kiss Kiss Slap），為2018年都柏林藝穗節的公演劇目之一；而第二部作品《形態我》（MorphMe）在2019年4月公映。
2019年1月，她為艾斯林·奧瑪拉（Aisling O'Mara）的劇作《無非是個渾蛋》（Nothing But A Toerag）的擔任戲劇顧問。同年，加利根為雜音劇團（Murmuration）作品《夏令時間》（Summertime）擔任主演兼劇本顧問。該劇都柏林藝穗節上公演，而加利根和另一位主演芬巴爾·道爾（Finbarr Doyle）獲得最佳演出組合提名，又在翌年的德羅赫達藝術節（Drogheda Arts Festival）和艾比劇院青年策展人節上再度公映。加利根參與了RISE創作劇團（RISE Productions）將荷馬史詩《奧德賽》改編成現代版的播客劇，與加文·科斯蒂克（Gavin Kostick）、艾安娜·哈德維克和珍妮特·莫蘭（Janet Moran）聯合主演，並在2019年的都柏林藝穗節上公映。

### 影視
加利根在演藝生涯初期曾參演過一些微電影，包括《公園裡的陌生人》（Strangers in the Park）、《佩尼西奧》（Pernicio）、《美麗青春》（Beautiful Youth）和《破壞我們》（Break Us）。她曾與馬克·勞倫斯（Mark Lawrence）共同贏得Short+Sweet電影節的最佳演出組合，以及在內布拉斯加上的六電影節（6 on Nebraska Film Festival）上憑她共同創作的《公園裡的陌生人》奪得最佳女主角，亦憑《佩尼西奧》而獲得理查德哈里斯電影節（Richard Harris Film Festival）和地下影院電影節（Underground Cinema Festival）的最佳女主角提名。
2019年，加利根在電視劇《冰與火之歌：權力遊戲》和《超人前傳》中客串演出，並出演2021年的改編自美國奇幻作家李·芭度葛小說《烏鴉六人幫》系列的Netflix劇集《太陽召喚》，飾演主要角色妮娜·贊尼克，是其首個主演的電視劇角色。同年，加利根在以其創作的2016年微電影《百合》（Lily）改編的電影《我們愛的人》中出演女主角。

### 其他
加利根亦曾參演愛爾蘭廣播電視製作的廣播劇《西方世界的花花公子》和瑪麗娜·卡爾創作的《赫卡柏》（Hecuba）。

## 作品列表

### 電影
| 年份 | 標題               | 角色          | 備註             |
| ---- | ------------------ | ------------- | ---------------- |
| 2016 | 關門時間（Closing Time）       | 可憐的女孩    | 微電影           |
| 2017 | 公園裡的陌生人（Strangers in the Park） | 艾斯琳（Aisling）    | 微電影；聯合創作 |
| 2018 | 佩尼西奧（Pernicio）       | 珊·湯姆遜（Sam Thomson） | 微電影           |
| 2018 | 美麗青春（Beautiful Youth）       | 莉莉（Lili）      | 微電影           |
| 2018 | 明日（》           | 艾莉許（Eilish）    | 微電影           |
| 2019 | 破壞我們（Break Us）       | 蘇菲（Sophie）      | 微電影           |
| 2020 | 我們不選擇如何（We Don't Choose How） | 珍妮（Jenny）      | 微電影           |
| 2021 | 我們愛的人         | 娜我米（Naomi）    |                  |
| 2022 | 湖區               | 格雷絲（Grace）    |                  |

### 電視劇
| 年份         | 標題                 | 角色              | 備註                            |
| ------------ | -------------------- | ----------------- | ------------------------------- |
| 2019         | 冰與火之歌：權力遊戲 | 薩拉（Sarra）          | 1集；《最後的史塔克》           |
| 2019         | 超人前傳             | 恩傑（Enaj）          | 2集                             |
| 2020         | 奮不顧身             | 戴嘉·梅德尼斯（Daiga Mednis） | 2集                             |
| 2021–present | 太陽召喚             | 妮娜·贊尼克       | 常設（第一季） 主演（第二季起） |
| 2021         | 黑道家族             | 藥劑師            | 1集                             |
| 2021         | 凱薩琳大帝           | 尤拉（Yula）          | 3集                             |
| 2022         | 每五米（Every Five Miles）           | 瑟夏·甘迺迪（Saoirse Kennedy）   | 電視電影                        |
| TBA          | 訃告（Obituary）             |                   |                                 |

### 舞台劇
| 年份      | 標題                       | 角色             | 備註                                                  |
| --------- | -------------------------- | ---------------- | ----------------------------------------------------- |
| 2015      | 火車（The Train）                   | 貝拉（Bella）         | 檸檬樹劇院、都柏林舞台劇節、項目藝術中心、艾比劇院    |
| 2016      | 旅舍16號（Hostel 16）               | 丹妮爾（Danielle）       | 德魯伊劇院、斯默克艾利劇院                            |
| 2016      | 卡斯坎多（Cascando）               | 審計員           | 薩繆爾·貝克特劇院                                     |
| 2016      | 路障之外（Beyond Barricades）               | 多個角色         | Anu製作劇團                                           |
| 2017      | 女傳人（The Heiress）                 | 瑪利亞（Maria）       | 蓋特劇院                                              |
| 2017      | 全蜜（All Honey）                   | 露（）           | 新劇院、都柏林藝穗節                                  |
| 2017      | 格林童話中的灰姑娘（The Grimm Tale of Cinderella）     | 艾拉／老婦人（Ella/The Old Woman） | 斯默克艾利劇院                                        |
| 2018      | 歌詞（Lyrics）                   | 自己             | 梯上劇院                                              |
| 2018      | 吻、吻、摑（Kiss Kiss Slap）             | 不適用           | 都柏林藝穗節、斯默克艾利劇院、美人魚藝術中心 聯合創作 |
| 2018      | 12首聖誕詩（12 Christmas Poems）             | 歌者             | 孔雀劇院                                              |
| 2018–2019 | 夏令時間（Summertime）               | 斯塔莎（Stash）       | 都柏林藝穗節、孔雀劇院、德羅赫達藝術節 聯合創作       |
| 2018–2019 | 我們不能讓猴子在屋子裡（We Can't Have Monkeys in the House at the New Theater） | 辛納蒙（Cinnamon）       | 新劇院、孔雀劇院                                      |
| 2019      | 無非是個渾蛋（Nothing But A Toerag）           | 不適用           | 戲劇顧問                                              |
| 2019      | 花花公子暴動（The Playboy Riot!）           | 莫莉奧古德（Molly Allgood）   | 艾比劇院                                              |
| 2019      | 形態我（MorphMe）                 | 不適用           | 聯合創作                                              |
| 2019      | 健身房游泳派對（Gym Swim Party）         | 克萊姆（Clem）       | 都柏林藝穗節、奥賴利劇院 聯合創作                     |
| 2020      | 我會在那兒看見你嗎（Will I See You There）     | 不適用           | 都柏林藝穗節 劇本顧問                                 |

### 廣播劇
| 年份 | 標題                   | 角色            | 製作方         |
| ---- | ---------------------- | --------------- | -------------- |
| 2016 | 《西方世界的花花公子》 | 蘇珊·布雷迪（Susan Brady） | 愛爾蘭廣播電視 |
| 2018 | 《赫卡柏》（Hecuba）         | 多西那（Polyxena）      | 愛爾蘭廣播電視 |
| 2019 | 《奧德賽：新版》（The Odyssey: A New Version）   | 多個角色        | 愛爾蘭劇院播客 |

## 獎項與提名
| 年份 | 獎項                   | 類別               | 作品           | 結果 |
| ---- | ---------------------- | ------------------ | -------------- | ---- |
| 2018 | 查德哈里斯電影節       | 最佳女主角         | 佩尼西奧       | 提名 |
| 2018 | 地下影院電影節         | 最佳女主角         | 佩尼西奧       | 提名 |
| 2018 | 都柏林藝穗節           | 評審選擇：最佳組合 | 夏令時間       | 提名 |
| 2019 | Short+Sweet電影節      | 最佳女主角         | 公園裡的陌生人 | 獲獎 |
| 2019 | 內布拉斯加上的六電影節 | 最佳組合           | 公園裡的陌生人 | 獲獎 |
| 2022 | 戈爾韋電影節           | 賓漢姆·雷新人獎    | 湖區           | 獲獎 |
| 2023 | 愛爾蘭電影電視獎       | 最佳女主角—電影    | 湖區           | 待定 |

## 外部連結
- 丹妮爾·加利根在互联网电影资料库（IMDb）上的資料（英文）
- 丹妮爾·加利根的Instagram帳戶